# EGOIST (音楽グループ)
EGOIST（エゴイスト）は、日本の音楽グループ。インクストゥエンター所属。2023年10月に活動終了した。vocalを担当するchellyは、2021年からreche名義（フリー／8ACHI 6OCKS!!とエージェント契約）で個人として活動している。

## 概要
2011年のテレビアニメ『ギルティクラウン』に登場するヒロインの、楪いのりがボーカルを務める架空のアーティストグループとして結成され、同作の主題歌・劇中歌を担当した。同作終了後も存続して音楽活動を継続し、他アニメへの楽曲提供やライブ活動を続けている。『ギルティクラウン』終了後の活動に関して、3枚目のシングル『名前のない怪物』リリース時のインタビューにおいて、楽曲作成を担当するryoは「いのりちゃんというキャラクターが思念体みたいなものになって、別の世界へ（『ギルティクラウン』の主人公である）集くんを探しに行く、みたいなイメージです。」と語っている。
プロデュースは、supercellのryoが手がけている。
楪いのりの歌パートとしてボーカルを担当するchellyは、2011年の5月から7月にかけて行われたsupercellの新ボーカリストオーディションにおいて、2000人を超える応募者の中からryoによって選ばれた。オーディションでは主催者側の指定曲の「ギブス」（椎名林檎）と「群青日和」（東京事変）、そして自分の選んだ自由曲の計3曲を歌った。さらに、EGOIST用デモ曲（Departures ～あなたにおくるアイの歌～）も歌っている。好きな歌手としては宇多田ヒカル、絢香を挙げ、また、好きな声優をTwitterで聞かれ「石田彰さんが好きです」と答えていた。
アニメの劇中アーティストという設定上メンバーの顔出しは一切行っておらず、アーティスト写真などのイラストはsupercellのメンバーであり、『ギルティクラウン』のキャラクター原案を作成したredjuiceが基本的に担当している。
ライブの演出として、2013年にシンガポールのアニメ・フェスティバル・アジアで行われた初ライブから、歌っているchellyの動きをリアルタイム・モーションキャプチャして楪いのりの3Dモデルを動かすという独自の手法を取っており、ファンクラブ会員限定のショウケースイベントや国内だけに留まらないアジアツアーを行うなど精力的に活動している。2016年の東京ゲームショウで行われたシークレットライブからはバンダイナムコスタジオのライブコンテンツ提供サービス「BanaCAST」が採用され、3Dモデルが一新された 。
〈EGOIST LIVE TOUR 2020 side-A 「chrysalizion code 404」〉の公演初日、Zepp DiverCityから無観客ライブを配信した。公演で初披露した新曲「最後の花弁 (The meaning of love)」はM2Uが書き下ろした。なお、デビュー以降ryoがサウンドプロデュースを手掛けていたEGOISTだが、ryoは同楽曲で総合監修という形で作品をサポートしており、今回の試みはEGOISTにとってターニングポイントとなる。（EGOIST第二章の幕開）
2021年6月6日、自身のtwitterにてrecheとしてソロ活動することを発表した。また、並行してchelly (EGOIST) としての活動も継続。
2023年5月10日、11枚目のシングルであり、ラストシングル「当事者」を発売。
2023年8月26日、10月に行われるライブをもって活動を終了することを公式サイトで発表した。recheも所属事務所であるインクストゥエンターを退所したことが明らかにされた。
2023年10月9日、パシフィコ横浜でラストライブ「EGOIST LIVE 2023 Resonant Indigo “Echoes of Everlasting”1009 YOKOHAMA 」を開催し活動を終了した。

## ディスコグラフィ

### シングル
|            | 発売日         | タイトル                              | 規格品番    | 規格品番   | 規格品番    | オリコン 最高位 |
| 初回限定盤 | 発売日         | タイトル                              | 通常盤      | 期間限定盤 |             | オリコン 最高位 |
| ---------- | -------------- | ------------------------------------- | ----------- | ---------- | ----------- | --------------- |
| 1st        | 2011年11月30日 | Departures 〜あなたにおくるアイの歌〜 | SVWC-7796/7 | SVWC-7798  |             | 8位             |
| 2nd        | 2012年3月7日   | The Everlasting Guilty Crown          | SVWC-7832/3 | SVWC-7834  | 7位         |                 |
| 3rd        | 2012年12月5日  | 名前のない怪物                        | SRCL-8147/8 | SRCL-8149  | 6位         |                 |
| 4th        | 2013年3月6日   | All Alone With You                    | SRCL-8238/9 | SRCL-8240  | 6位         |                 |
| 5th        | 2014年11月19日 | Fallen                                | SRCL-8637/8 | SRCL-8639  | 9位         |                 |
| 6th        | 2015年11月11日 | リローデッド                          | SRCL-8925/6 | SRCL-8927  | 6位         |                 |
| 7th        | 2016年5月25日  | KABANERI OF THE IRON FORTRESS         | SRCL-9068/9 | SRCL-9070  | 2位         |                 |
| 8th        | 2017年8月16日  | 英雄 運命の詩                         | VVCL-1078/9 | VVCL-1080  | VVCL-1081/2 | 5位             |
| 9th        | 2019年5月15日  | 咲かせや咲かせ                        | VVCL-1440/2 | VVCL-1443  | VVCL-1444/5 | 8位             |
| 10th       | 2022年6月15日  | Gold                                  | VVCL-2066/7 | VVCL-2068  | VVCL-2063/5 | 17位            |
| 11th       | 2023年5月10日  | 当事者                                | VVCL-2240/1 | VVCL-2242  | VVCL-2243/4 | 24位            |

#### 配信限定シングル
|     | 発売日         | タイトル                         | 販売形態               |
| --- | -------------- | -------------------------------- | ---------------------- |
| 1st | 2013年11月6日  | 好きと言われた日                 | デジタル・ダウンロード |
| 2nd | 2016年11月23日 | Welcome to the *fam              | デジタル・ダウンロード |
| 3rd | 2020年4月13日  | 最後の花弁 (The meaning of love) | デジタル・ダウンロード |
| 4th | 2021年6月16日  | 絶体絶命                         | デジタル・ダウンロード |
| 5th | 2021年10月17日 | BANG!!!                          | デジタル・ダウンロード |
| 6th | 2022年04月10日 | Gold                             | デジタル・ダウンロード |

### タイアップ曲
| 楽曲                                  | タイアップ                                                               |
| ------------------------------------- | ------------------------------------------------------------------------ |
| Departures 〜あなたにおくるアイの歌〜 | テレビアニメ『ギルティクラウン』前期エンディングテーマ                   |
| The Everlasting Guilty Crown          | テレビアニメ『ギルティクラウン』後期オープニングテーマ                   |
| 名前のない怪物                        | テレビアニメ『PSYCHO-PASS サイコパス』前期エンディングテーマ             |
| 名前のない怪物                        | アニメ映画『劇場版 PSYCHO-PASS サイコパス』エンディングテーマ            |
| All Alone With You                    | テレビアニメ『PSYCHO-PASS サイコパス』後期エンディングテーマ             |
| Planetes                              | OVA『ギルティクラウン』主題歌                                            |
| Fallen                                | テレビアニメ『PSYCHO-PASS サイコパス 2』エンディングテーマ               |
| Door                                  | アニメ映画『屍者の帝国』主題歌                                           |
| Ghost of a smile                      | アニメ映画『ハーモニー』主題歌                                           |
| リローデッド                          | アニメ映画『虐殺器官』主題歌                                             |
| KABANERI OF THE IRON FORTRESS         | テレビアニメ『甲鉄城のカバネリ』オープニングテーマ                       |
| 英雄 運命の詩                         | テレビアニメ『Fate/Apocrypha』第1クールオープニングテーマ                |
| 咲かせや咲かせ                        | アニメ映画『甲鉄城のカバネリ 〜海門決戦〜』主題歌                        |
| 絶体絶命                              | スマートフォンゲーム『アズールレーン』簡体字版リリース4周年記念主題歌    |
| BANG!!!                               | テレビアニメ『ビルディバイド -#000000- Code Black』オープニングテーマ    |
| Gold                                  | テレビアニメ『ビルディバイド -#FFFFFF- 』オープニングテーマ              |
| 当事者                                | アニメ映画『劇場版 PSYCHO-PASS サイコパス PROVIDENCE』エンディングテーマ |

### chellyの参加作品
- ryo(supercell) feat.chelly 「Great Distance」(2015年5月20日)
  - 「Great Distance」- ニンテンドー3DSゲーム『ブレイブリーセカンド』（スクウェア・エニックス）オープニングテーマ
  - 「Last Song」- 同エンディングテーマ
- Aimer「ninelie EP」（2016年5月11日）
  - 「ninelie」（Aimer with chelly） - テレビアニメ『甲鉄城のカバネリ』エンディングテーマ
- TRUSTRICK 「TRICK」（2016年10月26日）
  - 「TRICK feat.chelly (EGOIST) 」
- 菅野よう子 feat.chelly「星と翼のパラドクス」（2018年11月8日）
- MY FIRST STORY「1,000,000 TIMES 」（2020年7月1日）
  - 1,000,000 TIMES feat. chelly (EGOIST) - カードゲームアプリ『DUEL MASTERS PLAY’S（デュエル・マスターズ プレイス）』公式テーマソング

## ライブ

### 参加イベント
- AFA13 - Anime Festival Asia Singapore 2013（2013年11月8日 Suntec International Convention Centre 401 - 404）
- AFA14 - Anime Festival Asia Indonesia 2014（2014年8月15日 JAKARTA CONVENTION CENTER）
- PSYCHO-FES（2014年9月26日 パシフィコ横浜国立大ホール）
- FAVRIC（2019年9月29日 幕張メッセ国際展示場）
- PSYCHO-FES 10th ANNIVERSARY（2023年6月17日 東京ガーデンシアター）